# Pietà (singolo)
Pietà è un singolo del rapper italiano Artie 5ive, in collaborazione con il rapper italiano Kid Yugi, pubblicato il 28 marzo 2025 come quarto estratto dal secondo album in studio La bellavita.

## Tracce
Testi di Ivan Arturo Barioli e Francesco Stasi, musiche di Chahid Farih, Iyasse El Hana, Leonardo Siddu e Sahand Aghdasi.
1. Pietà (feat. Kid Yugi) – 3:28

## Classifiche
| Classifica (2025) | Posizione massima |
| ----------------- | ----------------- |
| Italia            | 10                |